# Oreina canavesei
Oreina canavesei là một loài bọ cánh cứng trong họ Chrysomelidae. Loài này được Bontems miêu tả khoa học năm 1984.